# トロヤン
座標: 北緯42度53分 東経24度43分 / 北緯42.883度 東経24.717度

トロヤン
Троян

トロヤン ブルガリア内のトロヤンの位置

トロヤン（ブルガリア語: Троя̀н、Troyan）はブルガリア北西部の町、およびそれを中心とした基礎自治体。ロヴェチ州に属する。ブルガリアの首都ソフィアからおよそ160キロメートルにある。最も近い民間空港はゴルナ・オリャホヴィツァにあり、トロヤンから105キロメートル離れている。町の中心をベリ・オスム川（Бели Осъм / Beli Osam）が流れる。
ブルガリア社会党のディリャン・エンキン（Дилян Енкин / Dilyan Enkin）が1995年から2007年まで、ヨーロッパ発展のためのブルガリア市民のミンコ・アキモフ（Минко Акимов / Minko Akimov）が2007年から市長を務める。

## 歴史
トロヤンは1868年に、地方の工芸の拠点として開発され、町となった。ブルガリア解放の後、トロヤンの開発はゆっくり進展した。町の発展を加速させたのは、小規模な水力発電所と繊維工場が建てられてからであった。1948年、町は鉄道によってロヴェチ - レフスキ - スヴィシュトフと結ばれた。後に、電子モーターや電子部品、建設機械、ウール、家具を製造する工場が建てられた。

## 文化

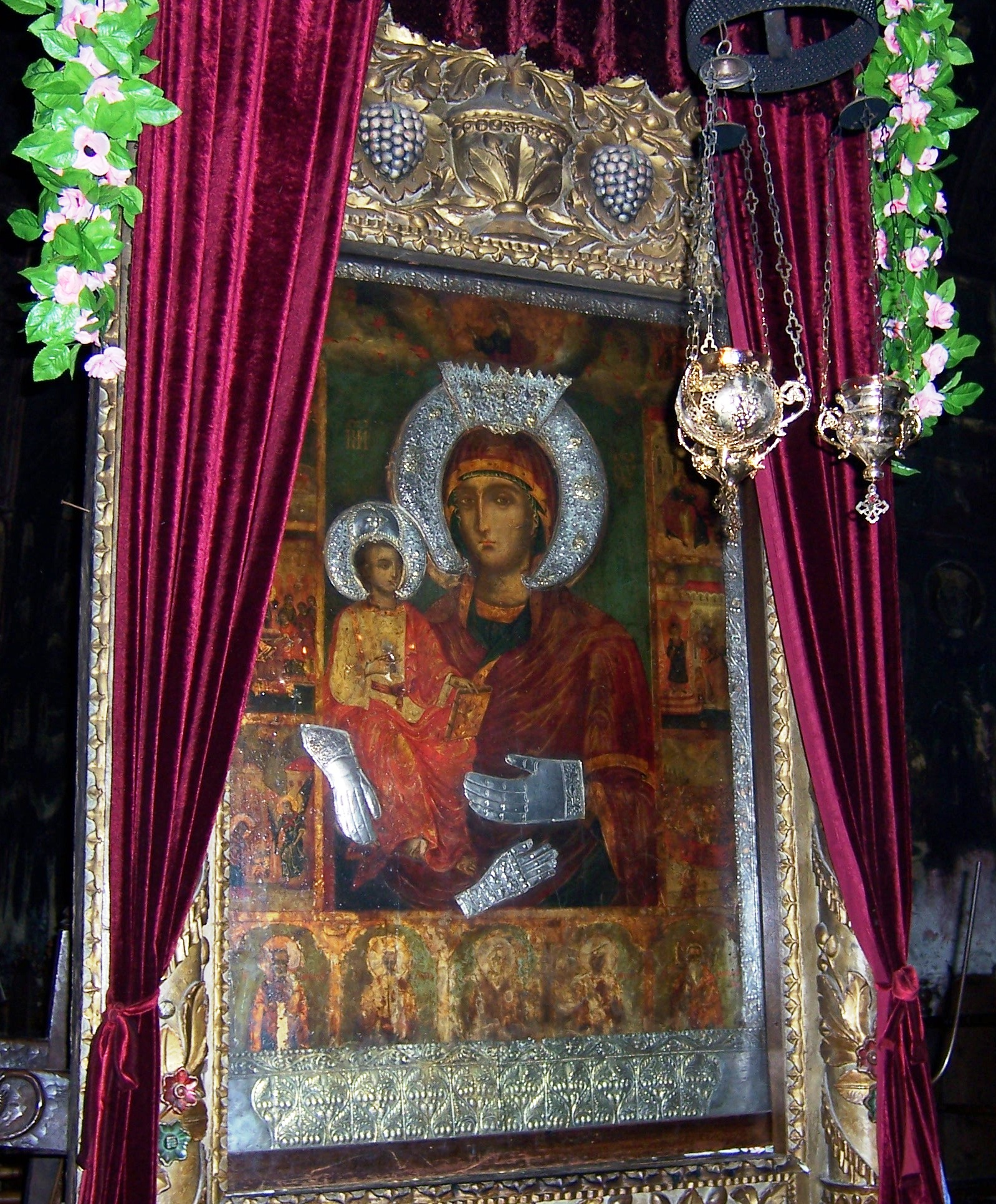
銀の手がついた生神女マリヤのイコン

この地域は、歴史的・文化的にはトロヤン修道院（Troyan Monastery）のお膝元であった。8月15日は修道院の守護聖人の日であり、各地から数千人の人々が集まってこの日を祝福し、生神女マリヤのイコンを見る。このマリヤのイコンは独特なものであり、銀で作られた3つの手がついている。イコンの起源は定かではないが、このイコンにまつわる多くの話が残されている。それらの話の中には、奇蹟に関するものもある。
トロヤンの町は、地元で取れる粘土質の土の質の良さから、トロヤン焼きとして知られる陶器生産の伝統で知られている。その伝統と高い知名度により、ブルガリアの「陶器の里」とも呼ばれる。ブルガリア民族復興時代、陶器は地元の工芸家らの主要な収入源であった。この地方の最もポピュラーで伝統的な柄は「トロヤンスカ・カプカ（トロヤンの雫）」と呼ばれ、技能を持った職人の手で一枚一枚絵付けされる。食事用としてはもちろん、その鮮やかな柄ゆえに飾り皿としても使用されることも多い。トロヤン焼きは今日、旅行者の人気の土産物として売られている。伝統的な陶器の例は町の博物館で見ることができる。博物館は市役所の向かいに位置している。
また、ヌンキ複合施設（Nunki）および聖パラスケヴァ聖堂も見所のひとつである。これらは共に19世紀に建てられた。
質の良いプラムのブランデー（ラキヤ、スリヴォヴァ）の生産は町の文化の一つとなっている。これに関連して、プラム祭りが秋に催される。プラムのブランデーはブルガリア国内や国外でも認知され、売られている。
トロヤンの守護聖人ブルガリアの聖ペトカ（Петка Българска / Petka Balgalska）の日である10月14日がトロヤンの公式の祝日となっている。

## 自然

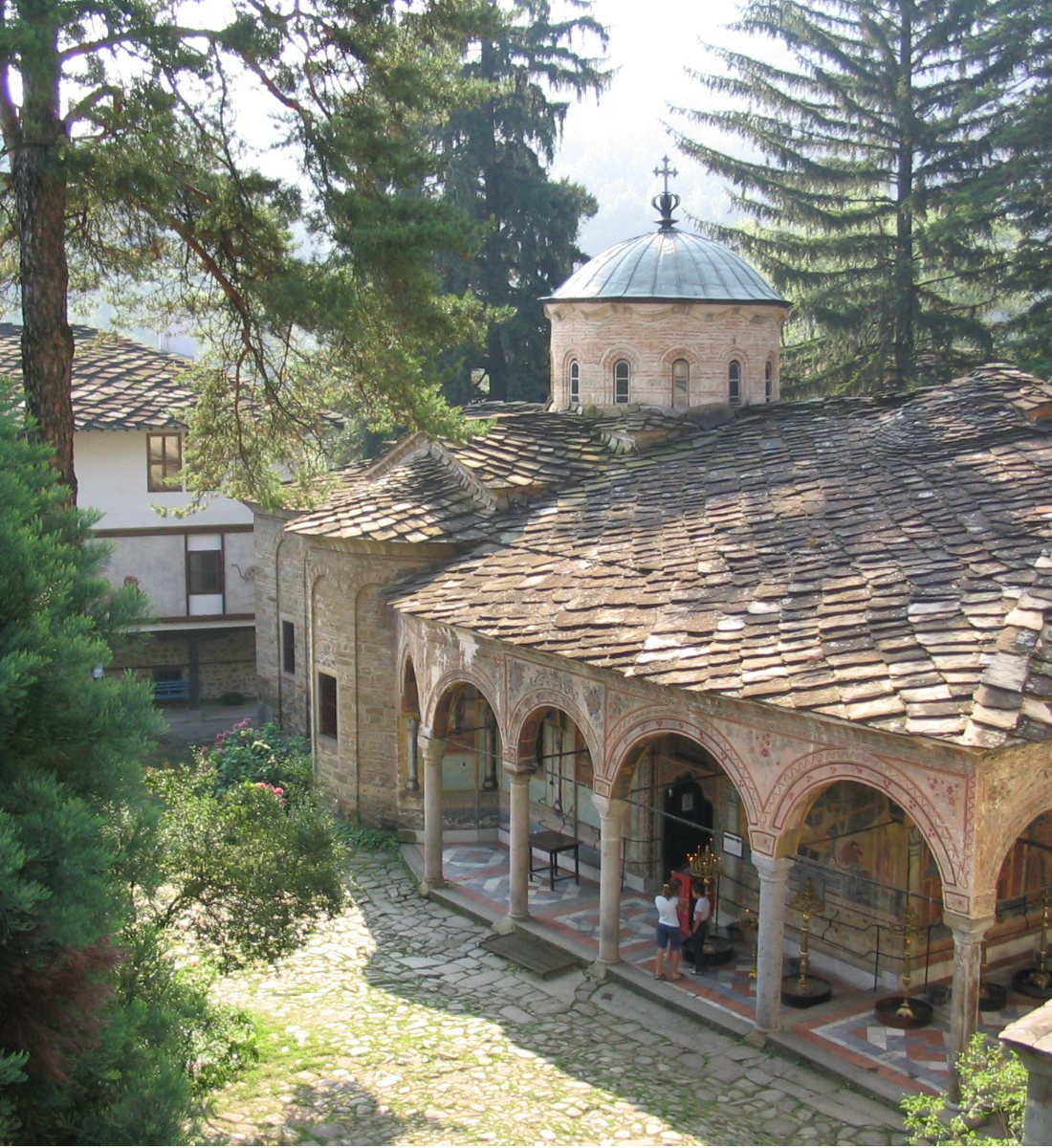
トロヤン修道院

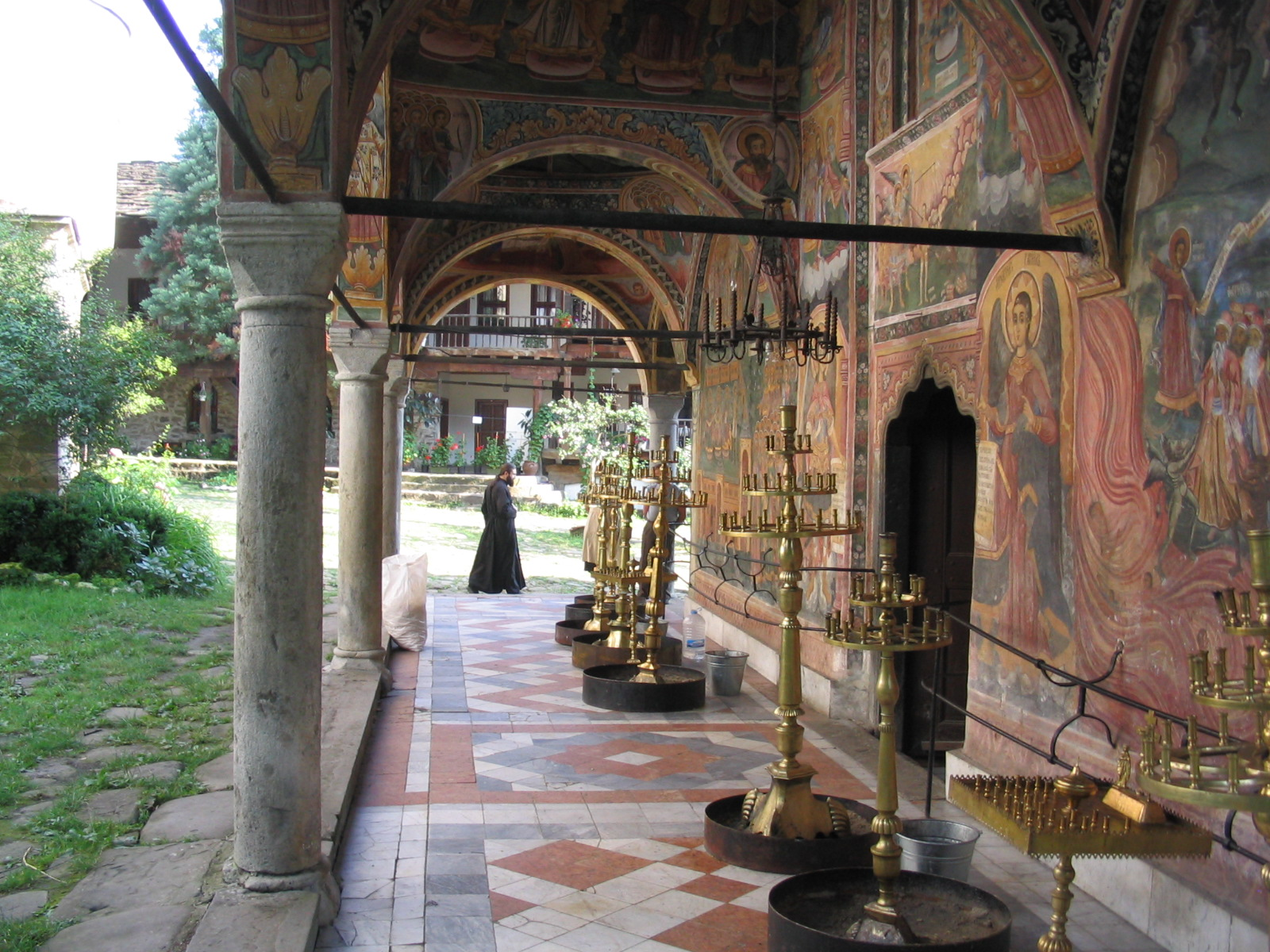
トロヤン修道院

トロヤンの地域はコジャ・ステナ（Козя стена / Kozya Stena）、ステネト（Стенето / Steneto）、セヴェレン・ジェンデム（Северен Джендем / Severen Dzhendem）といった自然保護区があり、中央バルカン国立公園（Национален парк „Централен Балкан“| / Natsionalen park "Tsentralen Balkan"、en）の一部をなしている。保護区には独特の形をした奇岩や、滝、野生の生物などがみられる。主な見所への観光客の立ち入りは認められている。

## 産業
トロヤンにはアクタヴィス社（Actavis）のジェネリック医薬品の工場、エルマ（Елма / Elma）やマシストロイ（Машстрой / Mashstroy）の軽機械工場などがある。このほかの主要な産業には、プラムのブランデー（スリヴォヴァ・ラキヤ）の製造工場ヴィンプロム・トロヤンがある。
国立中央農業科学センターの山地農業機構がおかれている。

## トロヤンにちなむもの
南極大陸のサウス・シェトランド諸島、リヴィングストン島にあるトロヤン峰（Troyan Peak）は、トロヤンにちなんで命名された。

## 町村
トロヤン基礎自治体（Община Троян）には、その中心であるトロヤンをはじめ、以下の町村（集落）が存在している。
- Балабанско
- Балканец
- Бели Осъм
- Белиш
- Борима
- Врабево
- Голяма Желязна
- Горно Трапе
- Гумощник
- Дебнево
- Добродан

- Дълбок дол
- Калейца
- Ломец
- Орешак
- Патрешко
- Старо село
- Терзийско
- Троян
- Черни Осъм
- Чифлик
- Шипково

## 姉妹都市
- ヴィニュー＝シュル＝セーヌ、フランス
- en:Dojran、マケドニア
- en:Ellwangen、ドイツ
- en:Maryina Horka、ベラルーシ
- en:Pernes-les-Fontaines、フランス
- フォルリ、イタリア

## ギャラリー

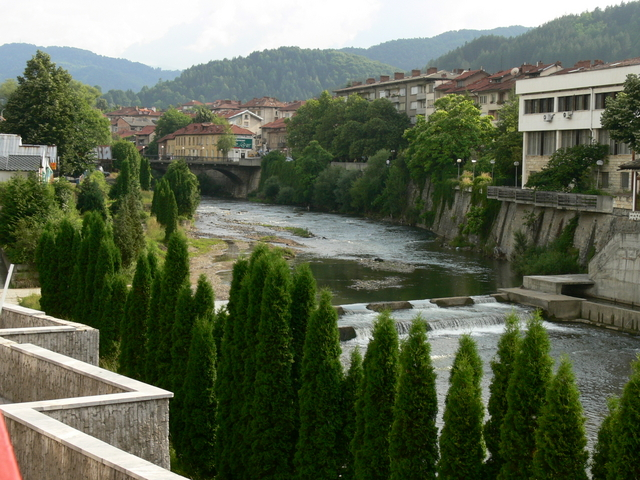
トロヤンの町とベリ・オスム川
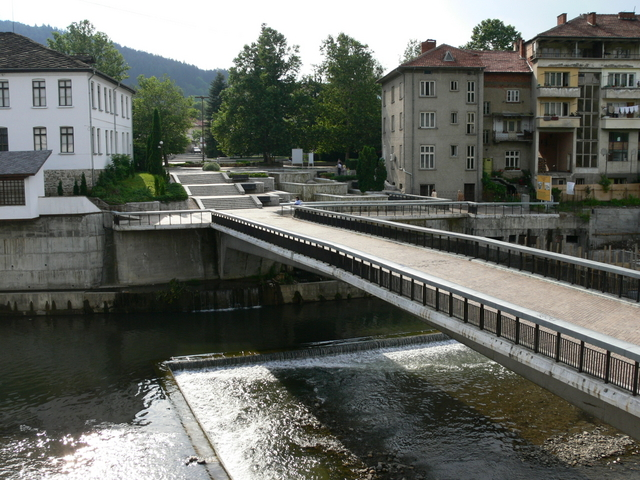
ベリ・オスム川にかかる橋
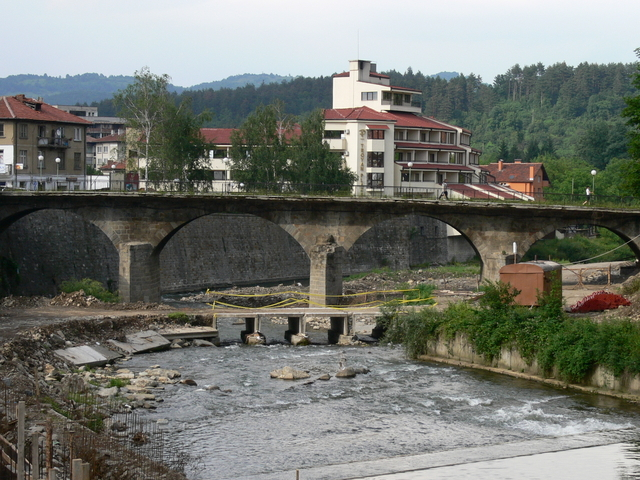
ベリ・オスム川にかかる橋
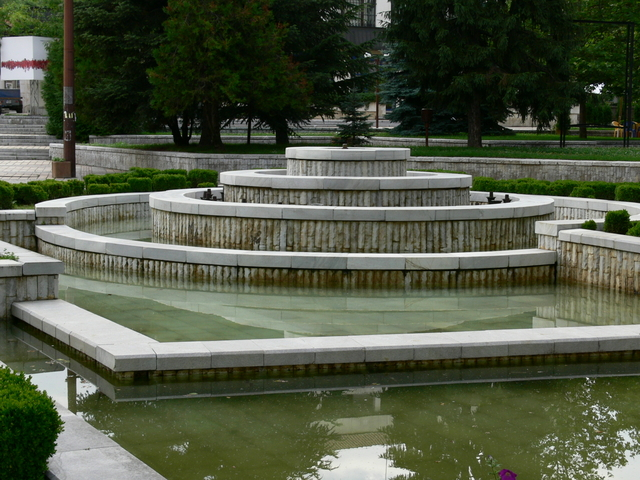
広場